# Avinguda Meridiana

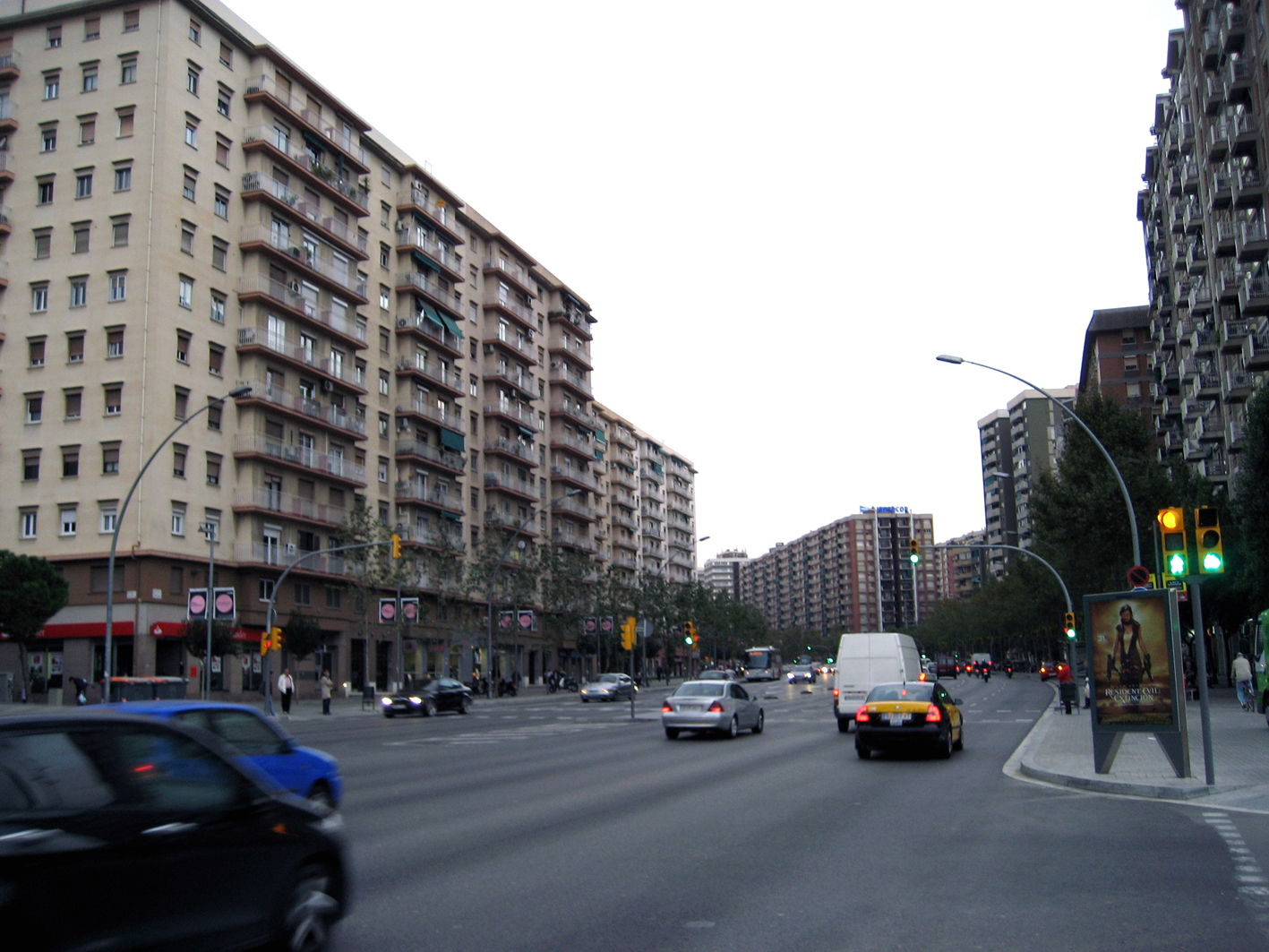
Avinguda Meridiana

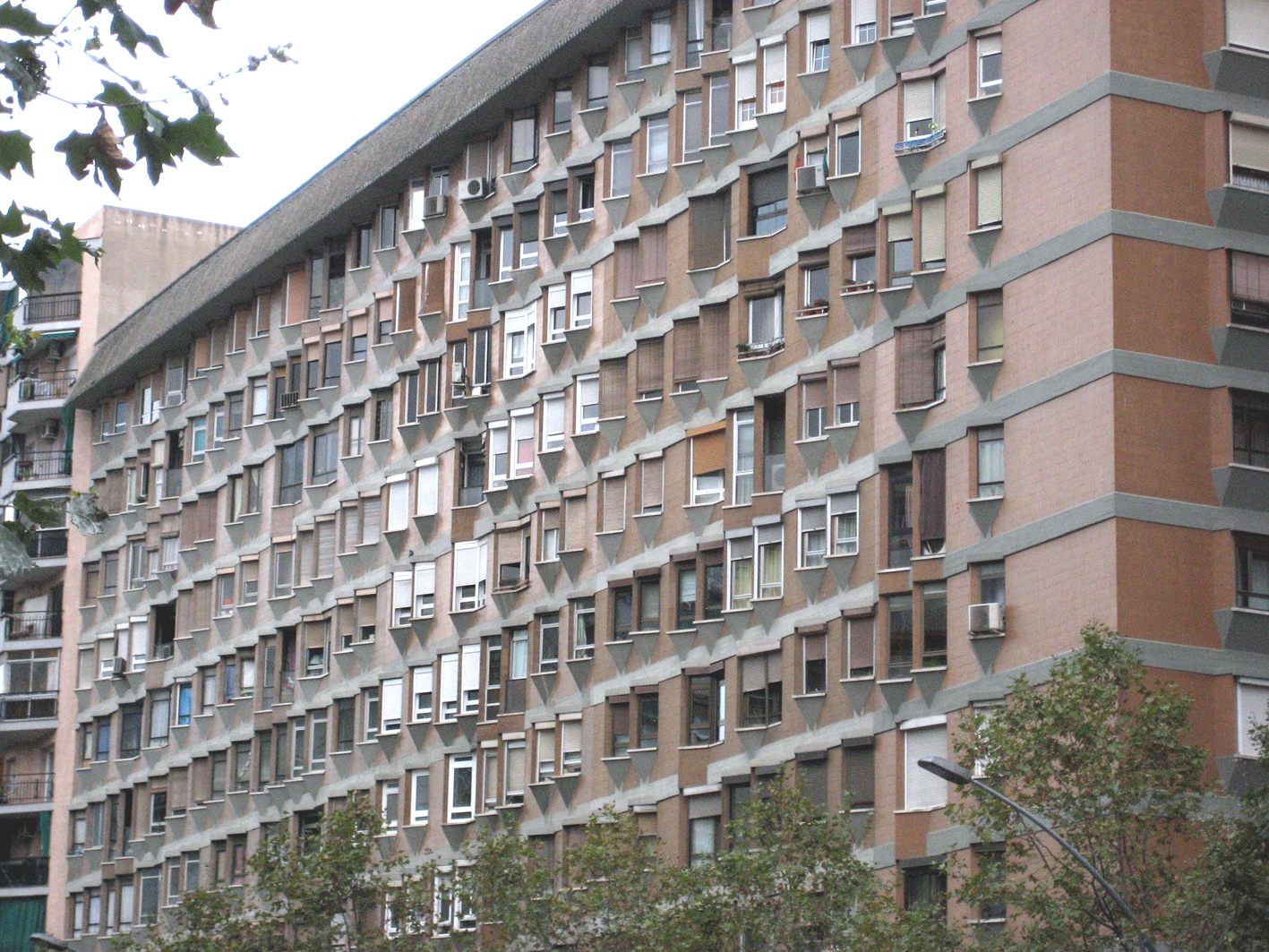
Edificio Meridiana, een flatgebouw ontworpen door Oriol Bohigas

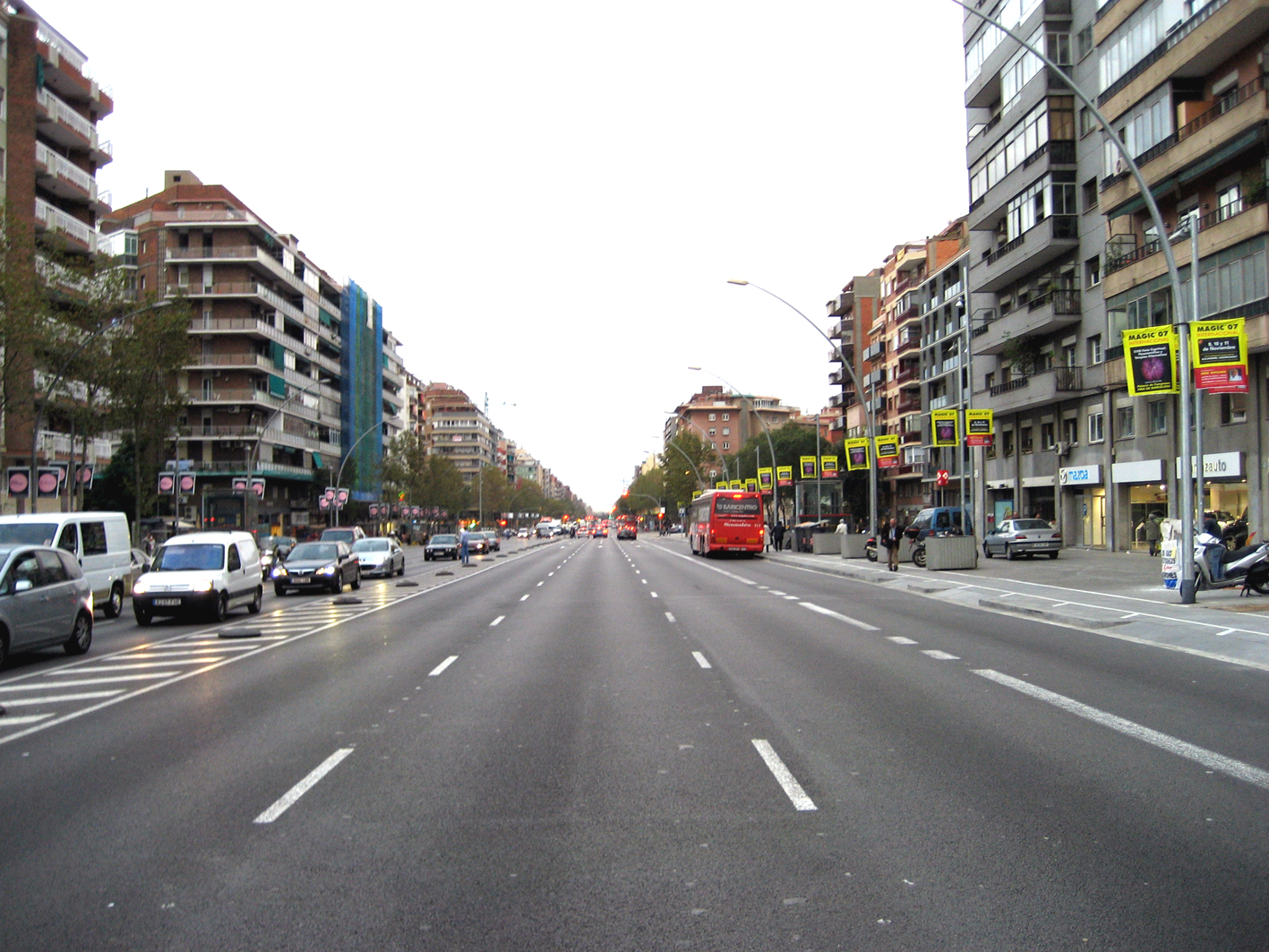
Avinguda Meridiana

Avinguda Meridiana is een belangrijke laan in Barcelona, Spanje en loopt door de noordelijke districten Sant Andreu, Nou Barris en Sant Martí. Oorspronkelijk gepland door planoloog Ildefons Cerdà in 1859 als een van de twee belangrijke doorgaande wegen in Barcelona. De exacte rol van deze weg is niet bekend maar de weg verwerkt doorgaand verkeer overheen en hij verbindt Parc de la Ciutadella met de noordelijke delen van Barcelona en kruist daarbij de Plaça de les Glòries Catalanes waar ook twee andere belangrijke lanen samenkomen: Gran Via de les Corts Catalanes en Avinguda Diagonal.
Op 19 juni 1987 pleegde de Baskische afscheidingsbeweging ETA een bomaanslag in de kelder van een hypermarkt aan deze laan, waarbij 21 doden en 41 gewonden vielen.

## Openbaar vervoer

### Metrostations
- Torras i Bages (L1)
- Fabra i Puig (L1)
- Sagrera-Meridiana (L1, L4, L5)
- Navas (L1)
- Clot (L1, L2)
- Glòries (L1, T4, T5)
- Marina (L1)

### Treinstations
- Sant Andreu Arenal, onderling verbonden met metrostation Fabra i Puig.
- Clot-Aragó, onderling verbonden met metrostation Clot.